# Диплоподи
Диплоподите (Diplopoda) са клас животни от тип Членестоноги (Arthropoda).
Таксонът е описан за пръв път от френския лекар и естественик Анри-Мари Дюкроте дьо Бленвил през 1844 година.

## Разреди
- Подклас Penicillata Latreille, 1831
  - Polyxenida Verhoeff, 1934
- Подклас Chilognatha Latreille, 1802
  - Инфраклас Pentazonia Brandt, 1833 
    - Надразред Limacomorpha Pocock, 1894 
      - Glomeridesmida Cook, 1895 

    - Надразред Oniscomorpha Pocock, 1887 
      - Glomerida Brandt, 1833 
      - Sphaerotheriida Brandt, 1833

  - Инфраклас Helminthomorpha Pocock, 1887
    - Platydesmida Cook, 1895
    - Polyzoniida Cook, 1895 
    - Siphonocryptida Cook, 1895
    - Siphonophorida Newport, 1844
    - Надразред Juliformia Attems, 1926
      - Julida Brandt, 1833
      - Spirobolida Cook, 1895
      - Spirostreptida Brandt, 1833

    - Надразред Nematophora Verhoeff, 1913 
      - Callipodida Pocock, 1894
      - Chordeumatida Pocock 1894
      - Stemmiulida Cook, 1895
      - Siphoniulida Cook, 1895

    - Надразред Merocheta Cook, 1895
      - Polydesmida Pocock, 1887